# Idaea miranda
Idaea miranda är en fjärilsart som beskrevs av George Duryea Hulst 1896. Idaea miranda ingår i släktet Idaea och familjen mätare. Inga underarter finns listade i Catalogue of Life.